# Acontophiops lineatus
Acontophiops lineatus är en ödleart som beskrevs av  Richard Sternfeld 1919. Acontophiops lineatus ingår i släktet Acontophiops och familjen skinkar. IUCN kategoriserar arten globalt som sårbar. Inga underarter finns listade i Catalogue of Life.